# Tinea subalbidella
Tinea subalbidella är en fjärilsart som beskrevs av Henry Tibbats Stainton 1867. Tinea subalbidella ingår i släktet Tinea och familjen äkta malar. Inga underarter finns listade i Catalogue of Life.